# Hologerrhum dermali
Espèce
Statut de conservation UICN

 EN B1ab(iii) : En danger
Hologerrhum dermali est une espèce de serpents de la famille des Natricidae. 

## Répartition
Cette espèce est endémique de l'île de Panay aux Philippines.

## Description
Dans leur description les auteurs indiquent que cette espèce mesure en moyenne 220 mm dont 68 mm pour la queue. Son dos et sa tête, dessous compris, dont brun violacé clair. Sa face ventrale est jaune brillant avec une rayure centrale noire. Son iris varie du brun sombre au rouge brique.

## Étymologie
Cette espèce est nommée en l'honneur de Ronald "Dermal" Crombie.

## Publication originale
- Brown, Leviton, Ferner & Sison, 2001 : A new snake of the genus Hologerrhum Günther (Reptilia; Squamata; Colubridae) from Panay Island, Philippines. Asiatic Herpetological Research, vol. 9, p. 9-22 (texte intégral).